# District d'Hisar
Le district d'Hisar (hindi : हिसार जिला)  est un district  de l'état de l'Haryana  en Inde.

## Description
Au recensement de 2011, sa population compte 1 743 931 habitants pour une superficie de 3 983 km2.
Son chef-lieu est la ville d'Hisar. 